# 7 (álbum de Blue Cheer)
7 es un álbum póstumo publicado por Blue Cheer en 2012, tres años después de su disolución tras la muerte de su líder Dickie Peterson en el año 2009 y el cual contó con la participación del guitarrista Tony Rainier y el baterista Michael Fleck.
El disco tiene la particularidad de que fue grabado originalmente entre los años de 1978 y 1979 y pretendía ser el álbum sucesor de su sexto lanzamiento Oh! Pleasant Hope de 1971, el cual sería el primer intento antes de The Beast Is Back (1984) por impulsar el regreso de la banda a los escenarios al rescatar la esencia de su sonido original, pero por problemas que se desconocen finalmente el trabajo no pudo ser publicado, por lo que las pistas que lo componen quedarían guardadas y no se volvería a saber de ellas sino hasta 33 años después, cuando en el 2012 fueron recuperadas por Andrew MacDonald para ser remasterizadas y publicadas por el sello ShroomAngel Records bajo la aprobación del mánager de la banda, Ron Rainey, con el propósito de honrar el legado de Dickie Peterson.
Cronológicamente, 7 debía haber sido el séptimo álbum de la banda, pero por fecha de publicación es el undécimo y último álbum de estudio publicado por la agrupación. En el se incluye una nueva versión de sus canciones "Summertime Blues" y "Out Of Focus", pertenecientes a su álbum debut Vincebus Eruptum, y un cover del clásico del r&b "Route 66" de Bobby Troup pero inspirado en el estilo de Chuck Berry.

## Listado de canciones

### Lado A
| N.º   | Título                  | Duración |  |
| 1.    | «Summertime Blues»      | 4:05     |  |
| 2.    | «Route 66»              | 3:01     |  |
| 3.    | «Take Me Away»          | 4:42     |  |
| 4.    | «I Want You Once Again» | 6:51     |  |
| 18:39 |                         |          |  |

### Lado B
| N.º   | Título                  | Duración |  |
| 5.    | «Out Of Focus»          | 3:48     |  |
| 6.    | «Starlight»             | 3:14     |  |
| 7.    | «Child Of The Darkness» | 3:25     |  |
| 8.    | «Blues Cadillac»        | 4:10     |  |
| 9.    | «Lies»                  | 2:01     |  |
| 10.   | «Feelin' OK»            | 2:37     |  |
| 19:15 |                         |          |  |

## Personal
- Dickie Peterson - Bajo eléctrico, voz
- Tony Rainier - Guitarra eléctrica, coros
- Michael Fleck - Batería